# Natation artistique aux championnats du monde de natation 2023
Navigation
Budapest 2022
Les onze épreuves de natation artistique aux championnats du monde de natation 2023 ont lieu du 14 au 22 juillet 2023 à Fukuoka au Japon.
Cette édition constitue la première comportant des épreuves de natation artistique réservées aux hommes. 

## Programme
Tous les horaires correspondent à l'UTC+09:00.
- Finales

| Date       | Heure | Épreuve                        |
| ---------- | ----- | ------------------------------ |
| 14 juillet | 09h00 | Solo technique femmes          |
| 14 juillet | 12h00 | Solo technique hommes          |
| 14 juillet | 15h00 | Duo femmes technique, groupe B |
| 14 juillet | 17h50 | Duo femmes technique, groupe A |
| 15 juillet | 10h00 | Par équipes acrobatique        |
| 15 juillet | 14h00 | Duo mixte technique            |
| 15 juillet | 19h30 | Solo technique femmes          |
| 16 juillet | 10h00 | Par équipes technique          |
| 16 juillet | 16h30 | Duo mixte technique            |
| 16 juillet | 19h30 | Duo femmes technique           |
| 17 juillet | 09h00 | Solo femmes libre              |
| 17 juillet | 14h00 | Solo hommes technique          |
| 17 juillet | 19h30 | Par équipes acrobatique        |
| 18 juillet | 09h00 | Duo femmes libre, groupe B     |
| 18 juillet | 12h00 | Duo femmes libre, groupe A     |
| 18 juillet | 15h00 | Solo hommes libre              |
| 18 juillet | 19h30 | Par équipes technique          |
| 19 juillet | 16h30 | Solo hommes libre              |
| 19 juillet | 19h30 | Solo femmes libre              |
| 20 juillet | 10h00 | Par équipes libre              |
| 20 juillet | 19h30 | Duo femmes libre               |
| 21 juillet | 10h00 | Duo mixte libre                |
| 21 juillet | 19h30 | Par équipes libre              |
| 22 juillet | 10h00 | Duo mixte libre                |
| 22 juillet | 12h30 | Gala d'exhibition              |

## Podiums
| Épreuve     | Épreuve     | Or | Argent | Bronze |
| ----------- | ----------- | --- | --- | --- |
| Hommes      |             | | | |
| Solo        | Libre       | Dennis González Boneu | Gustavo Sanchez | Kenneth Gaudet |
| Solo        | Technique   | Fernando Díaz del Río | Kenneth Gaudet | Eduard Kim |
| Femmes      |             | | | |
| Solo        | Libre       | Yukiko Inui | Vasiliki Alexandri | Kate Shortman |
| Solo        | Technique   | Yukiko Inui | Vasiliki Alexandri | Iris Tió |
| Duo         | Libre       | Autriche- Anna-Maria Alexandri - Eirini-Marina Alexandri                                                                                | Chine- Wang Liuyi - Wang Qianyi | Japon- Moe Higa - Mashiro Yasunaga |
| Duo         | Technique   | Japon- Moe Higa - Mashiro Yasunaga | Italie- Linda Cerruti - Lucrezia Ruggiero | Espagne- Alisa Ozhogina - Iris Tió |
| Par équipes | Libre       | Chine- Wang Liuyi - Xiang Binxuan - Zhang Yayi - Xiao Yanning - Chang Hao - Wang Ciyue - Feng Yu - Wang Qianyi                          | Japon- Megumu Yoshida - Ami Wada - Akane Yanagisawa - Moeka Kijima - Moe Higa - Uta Kobayashi - Mashiro Yasunaga - Ayanao Shimada                      | Ukraine- Vladyslava Aleksiïva - Marta Fiedina - Valeriya Tyshchenko - Anastasiia Shmonina - Maryna Aleksiïva - Veronika Hryshko - Anhelina Ovchynnikova - Daria Moshynska |
| Par équipes | Technique   | Espagne- Cristina Arambula - Paula Ramirez - Blanca Toledano - Iris Tio - Meritxell Mas - Sara Saldana - Alisa Ozhogina - Marina García | Italie- Linda Cerruti - Marta Iacoacci - Isotta Sportelli - Enrica Piccoli - Sofia Mastroianni - Lucrezia Ruggiero - Francesca Zunino - Giulia Vernice | États-Unis- Daniella Ramirez - Jacklyn Luu - Ruby Remati - Jaime Czarkowski - Anita Alvarez - Natalia Vega - Megumi Field - Audrey Kwon                                   |
| Mixte       |             | | | |
| Duo         | Libre       | Chine- Cheng Wentao - Shi Haoyu | Mexique- Itzamary González - Diego Villalobos | Espagne- Mireia Hernández - Dennis González Boneu |
| Duo         | Technique   | Japon- Tomoka Sato - Yotaro Sato | Espagne- Dennis González Boneu - Emma García | Chine- Cheng Wentao - Shi Haoyu |
| Par équipes | Acrobatique | Chine- Chang Hao - Feng Yu - Zhang Yayi - Wang Ciyue - Xiao Yanning - Shi Haoyu - Cheng Wentao - Xiang Binxuan                          | États-Unis- Anita Alvarez - Audrey Kwon - Keana Hunter - Nicole Dzurko - Calista Liu - Jaime Czarkowski - Daniella Ramirez - Bill May                  | Japon- Moka Fujii - Hikari Suzuki - Yotaro Sato - Akane Yanagisawa - Ikoi Hirota - Megumu Yoshida - Tomoka Sato - Moeka Kijima                                            |

## Tableau des médailles
- Pays organisateur (Japon)

| Rang  | Nation          | Or | Argent | Bronze | Total |
| ----- | --------------- | -- | ------ | ------ | ----- |
| 1     | Japon           | 4  | 1      | 2      | 7     |
| 2     | Espagne         | 3  | 1      | 3      | 7     |
| 3     | Chine           | 3  | 1      | 1      | 5     |
| 4     | Autriche        | 1  | 2      | 0      | 3     |
| 5     | États-Unis      | 0  | 2      | 2      | 4     |
| 6     | Italie          | 0  | 2      | 0      | 2     |
| 7     | Colombie        | 0  | 1      | 0      | 1     |
| 7     | Mexique         | 0  | 1      | 0      | 1     |
| 9     | Grande-Bretagne | 0  | 0      | 1      | 1     |
| 9     | Kazakhstan      | 0  | 0      | 1      | 1     |
| 9     | Ukraine         | 0  | 0      | 1      | 1     |
| Total | Total           | 11 | 11     | 11     | 33    |

## Résultats détaillés

### Hommes
| Rang               | Nageur                     | Pays            | Qualifications | Qualifications | Finale   |
| Rang               | Nageur                     | Pays            | Score          | Rang           | Score    |
| ------------------ | -------------------------- | --------------- | -------------- | -------------- | -------- |
| Médaille d'or      | Fernando Díaz del Río      | Espagne         | 220,4034       | 1              | 224,5550 |
| Médaille d'argent  | Kenneth Gaudet             | États-Unis      | 214,4916       | 2              | 216,8000 |
| Médaille de bronze | Eduard Kim                 | Kazakhstan      | 180,5634       | 5              | 216,0000 |
| 4                  | Gustavo Sanchez            | Colombie        | 202,2200       | 3              | 204,8617 |
| 5                  | Ranjuo Tomblin             | Grande-Bretagne | 166,8601       | 6              | 193,7500 |
| 6                  | Kantinan Adisaisiributr    | Thaïlande       | 157,5800       | 8              | 180,1168 |
| 7                  | Joel Benavides Lepe        | Mexique         | 163,5466       | 7              | 170,7166 |
| 8                  | Quentin Rakotomalala       | France          | 186,7233       | 4              | 167,3266 |
| 9                  | Javier Ruisanchez          | Porto Rico      | 125,8333       | 10             | 136,8817 |
| 10                 | Andy Manuel Ávila González | Cuba            | 128,4033       | 9              | 136,3867 |

| Rang               | Nageur                  | Pays            | Qualifications | Qualifications | Finale   |
| Rang               | Nageur                  | Pays            | Score          | Rang           | Score    |
| ------------------ | ----------------------- | --------------- | -------------- | -------------- | -------- |
| Médaille d'or      | Dennis González Boneu   | Espagne         | 169,8521       | 4              | 193,0334 |
| Médaille d'argent  | Gustavo Sanchez         | Colombie        | 166,3022       | 6              | 189,9625 |
| Médaille de bronze | Kenneth Gaudet          | États-Unis      | 179,7834       | 1              | 179,5562 |
| 4                  | Yotaro Sato             | Japon           | 167,7478       | 5              | 167,9709 |
| 5                  | Ranjuo Tomblin          | Grande-Bretagne | 172,5166       | 3              | 166,1792 |
| 6                  | Quentin Rakotomalala    | France          | 145,3501       | 7              | 155,9813 |
| 7                  | Kantinan Adisaisiributr | Thaïlande       | 136,0416       | 8              | 139,9063 |
| 8                  | Andy Ávila              | Cuba            | 84,8166        | 10             | 103,7500 |
| 9                  | Javier Ruisanchez       | Porto Rico      | 104,5375       | 9              | 95,6146  |
| -                  | Eduard Kim              | Kazakhstan      | 173,0499       | 2              | Forfait  |

### Femmes

#### Solo
Les 12 meilleures se qualifient pour les finales.
| Rang               | Nageuse                        | Pays            | Qualifications | Qualifications | Finale   |
| Rang               | Nageuse                        | Pays            | Score          | Rang           | Score    |
| ------------------ | ------------------------------ | --------------- | -------------- | -------------- | -------- |
| Médaille d'or      | Yukiko Inui                    | Japon           | 273,2700       | 1              | 276,5717 |
| Médaille d'argent  | Vasiliki Alexandri             | Autriche        | 232,8367       | 3              | 264,4200 |
| Médaille de bronze | Iris Tió                       | Espagne         | 204,6666       | 7              | 254,2100 |
| 4                  | Evangelía Platanióti           | Grèce           | 252,2400       | 2              | 242,5000 |
| 5                  | Susanna Pedotti                | Italie          | 193,1283       | 12             | 223,7133 |
| 6                  | Audrey Lamothe                 | Canada          | 214,9417       | 6              | 216,4351 |
| 7                  | Kyra Hoevertsz                 | Aruba           | 193,9400       | 11             | 212,1967 |
| 8                  | Klara Bleyer                   | Allemagne       | 200,9649       | 9              | 202,4266 |
| 9                  | Lee Ri-young                   | Corée du Sud    | 201,7866       | 8              | 200,8383 |
| 10                 | Oriane Jaillardon              | France          | 229,7233       | 4              | 193,4234 |
| 11                 | Karina Magrupova               | Kazakhstan      | 195,3433       | 10             | 192,3200 |
| 12                 | Kate Shortman                  | Grande-Bretagne | 223,6033       | 5              | 192,0267 |
| 13                 | Viktória Reichová              | Slovaquie       | 181,4233       | 13             |          |
| 14                 | Jasmine Verbena                | Saint-Marin     | 178,0966       | 14             |          |
| 15                 | Jennah Aida Hafsi              | Maroc           | 175,6200       | 15             |          |
| 16                 | Nadine Barsoum                 | Égypte          | 174,5900       | 16             |          |
| 17                 | Antonia Mella                  | Chili           | 174,3566       | 17             |          |
| 18                 | Aleksandra Stoyanova Atanasova | Bulgarie        | 168,2733       | 18             |          |
| 19                 | Patrawee Chayawararak          | Thaïlande       | 168,1863       | 19             |          |
| 20                 | Gulsanam Bukina                | Ouzbékistan     | 166,3867       | 20             |          |
| 21                 | Karolína Klusková              | Tchéquie        | 165,1000       | 21             |          |
| 22                 | Ana Culic                      | Malte           | 165,0033       | 22             |          |
| 23                 | Ece Üngör                      | Turquie         | 163,0701       | 23             |          |
| 24                 | Mari Alavidze                  | Géorgie         | 162,0168       | 24             |          |
| 25                 | Gabriela Alpajón Reyes         | Cuba            | 160,7934       | 25             |          |
| 26                 | Skye MacDonald                 | Afrique du Sud  | 158,9600       | 26             |          |
| 27                 | Nika Seljak                    | Slovénie        | 155,9468       | 27             |          |
| 28                 | Marfa Chragina                 | Suède           | 148,3234       | 28             |          |
| 29                 | María Paula Alfaro             | Costa Rica      | 148,2166       | 29             |          |
| 30                 | Alexandra Mansaré-Traoré       | Guinée          | 140,8950       | 30             |          |

| Rang               | Nageuse                  | Pays            | Qualifications | Qualifications | Finale   |
| Rang               | Nageuse                  | Pays            | Score          | Rang           | Score    |
| ------------------ | ------------------------ | --------------- | -------------- | -------------- | -------- |
| Médaille d'or      | Yukiko Inui              | Japon           | 253,1853       | 1              | 254,6062 |
| Médaille d'argent  | Vasiliki Alexandri       | Autriche        | 179,2834       | 6              | 229,3251 |
| Médaille de bronze | Kate Shortman            | Grande-Bretagne | 213,8417       | 2              | 219,9542 |
| 4                  | Audrey Lamothe           | Canada          | 167,3625       | 8              | 207,4480 |
| 5                  | Evangelía Platanióti     | Grèce           | 199,4834       | 3              | 205,5459 |
| 6                  | Hur Yoon-seo             | Corée du Sud    | 185,9500       | 4              | 186,6167 |
| 7                  | Jasmine Verbena          | Saint-Marin     | 185,9500       | 5              | 186,4918 |
| 8                  | Iris Tió                 | Espagne         | 174,0208       | 7              | 178,9146 |
| 9                  | Laelys Alavez            | France          | 150,4520       | 12             | 175,8146 |
| 10                 | Ece Üngör                | Turquie         | 153,9521       | 10             | 160,4291 |
| 11                 | Mateo Butorac            | Croatie         | 166,7458       | 9              | 151,1520 |
| 12                 | Kyra Hoevertsz           | Aruba           | 153,2980       | 11             | 136,4083 |
| 13                 | Mari Alavidze            | Géorgie         | 148,3376       | 13             |          |
| 14                 | Sandra Freund            | Suède           | 144,1728       | 14             |          |
| 15                 | Karina Magrupova         | Kazakhstan      | 137,0083       | 15             |          |
| 16                 | Viktória Reichová        | Slovaquie       | 135,4375       | 16             |          |
| 17                 | Patrawee Chayawararak    | Thaïlande       | 135,0437       | 17             |          |
| 18                 | Aleksandra Atanasova     | Bulgarie        | 132,9146       | 18             |          |
| 19                 | Nika Seljak              | Slovénie        | 128,8188       | 19             |          |
| 20                 | Ana Culic                | Malte           | 128,6814       | 20             |          |
| 21                 | Susanna Pedotti          | Italie          | 122,6167       | 21             |          |
| 22                 | Skye MacDonald           | Afrique du Sud  | 122,4375       | 22             |          |
| 23                 | Marlene Bojer            | Allemagne       | 121,9084       | 23             |          |
| 24                 | Karolína Klusková        | Tchéquie        | 115,0375       | 24             |          |
| 25                 | Jennah Hafsi             | Maroc           | 114,3521       | 25             |          |
| 26                 | Alexandra Mansaré-Traoré | Guinée          | 109,9249       | 26             |          |
| 27                 | Anna Vashchenko          | Ouzbékistan     | 108,4708       | 27             |          |
| 28                 | Gabriela Alpajón         | Cuba            | 107,2771       | 28             |          |
| 29                 | Anna Mitinian            | Costa Rica      | 96,0500        | 29             |          |

#### Duo
Les 12 meilleurs duos se qualifient pour les finales.
| Rang               | Pays             | Nageuses                                     | Qualifications | Qualifications | Finale   |
| Rang               | Pays             | Nageuses                                     | Score          | Rang           | Score    |
| ------------------ | ---------------- | -------------------------------------------- | -------------- | -------------- | -------- |
| Médaille d'or      | Japon            | Moe Higa Mashiro Yasunaga                    | 215,2700       | 12             | 273,9500 |
| Médaille d'argent  | Italie           | Linda Cerruti Lucrezia Ruggiero              | 234,2667       | 8              | 263,0334 |
| Médaille de bronze | Espagne          | Alisa Ozhogina Iris Tió                      | 228,7059       | 9              | 257,8368 |
| 4                  | Chine            | Wang Liuyi Wang Qianyi                       | 280,3334       | 1              | 249,4099 |
| 5                  | Autriche         | Anna-Maria Alexandri Eirini-Marina Alexandri | 275,3222       | 2              | 240,5117 |
| 6                  | Grèce            | Sofia Malkogeorgou Evangelía Platanióti      | 236,1667       | 7              | 238,4874 |
| 7                  | Pays-Bas         | Bregje de Brouwer Noortje de Brouwer         | 259,9635       | 4              | 231,7799 |
| 8                  | Grande-Bretagne  | Kate Shortman Isabelle Thorpe                | 226,9067       | 10             | 228,3801 |
| 9                  | Mexique          | Nuria Diosdado Joana Jiménez                 | 244,2000       | 6              | 222,5667 |
| 10                 | Ukraine          | Maryna Aleksiïva Vladyslava Aleksiïva        | 274,1934       | 3              | 213,1599 |
| 11                 | Portugal         | Maria Gonçalves Cheila Vieira                | 226,9067       | 11             | 208,4600 |
| 12                 | Israël           | Shelly Bobritsky Ariel Nassee                | 248,7284       | 5              | 182,7332 |
| 13                 | Corée du Sud     | Hur Yoon-seo Lee Ri-young                    | 204,8133       | 13             |          |
| 14                 | Liechtenstein    | Noemi Büchel Leila Marxer                    | 204,5567       | 14             |          |
| 15                 | Brésil           | Laura Miccuci Gabriela Regly                 | 203,9234       | 15             |          |
| 16                 | Colombie         | Melisa Ceballos Estefania Roa                | 196,2966       | 16             |          |
| 17                 | États-Unis       | Megumi Field Ruby Remati                     | 196,0066       | 17             |          |
| 18                 | Canada           | Scarlett Finn Kenzie Priddell                | 192,0200       | 18             |          |
| 19                 | Australie        | Carolyn Buckle Kiera Gazzard                 | 189,6634       | 19             |          |
| 20                 | Slovaquie        | Chiara Diky Lea Anna Krajčovičová            | 186,5100       | 20             |          |
| 21                 | Kazakhstan       | Arina Pushkina Yasmin Tuyakova               | 184,2734       | 21             |          |
| 22                 | Tchéquie         | Karolína Klusková Aneta Mrázková             | 183,8601       | 22             |          |
| 23                 | Ouzbékistan      | Diana Onkes                                  | 182,8649       | 23             |          |
| 24                 | Égypte           | Hana Hiekal Malak Toson                      | 179,0300       | 24             |          |
| 25                 | Singapour        | Debbie Soh Miya Yong                         | 176,5883       | 25             |          |
| 26                 | Thaïlande        | Pongpimporn Pongsuwan Supitchaya Songpan     | 175,2599       | 26             |          |
| 27                 | Hongrie          | Blanka Barbócz Angelika Bastianelli          | 173,8016       | 27             |          |
| 28                 | Chili            | Isidora Letelier Rocío Vargas                | 172,4133       | 28             |          |
| 29                 | Bulgarie         | Sasha Miteva Dalia Plamenova Penkova         | 168,6933       | 29             |          |
| 30                 | Argentine        | Tiziana Bonucci Luisina Caussi               | 167,4149       | 30             |          |
| 31                 | Aruba            | Kyra Hoevertsz Mikayla Morales               | 165,2667       | 31             |          |
| 32                 | Turquie          | Nil Talu Esmanur Yirmibeş                    | 163,6001       | 32             |          |
| 33                 | Costa Rica       | Andrea Maroto Raquel Zúñiga                  | 159,2233       | 33             |          |
| 34                 | Nouvelle-Zélande | Eva Morris Eden Worsley                      | 157,3483       | 34             |          |
| 35                 | Cuba             | Gabriela Alpajón Dayaris Varona              | 156,8600       | 35             |          |
| 36                 | Uruguay          | Agustina Merida Lucía Pérez                  | 153,1900       | 36             |          |
| 37                 | Macao            | Ao Weng I Chau Cheng Han                     | 152,1800       | 37             |          |
| 38                 | Afrique du Sud   | Jess Hayes-Hill Laura Strugnell              | 126,7933       | 38             |          |

| Rang               | Pays             | Nageuses                                     | Qualifications | Qualifications | Finale   |
| Rang               | Pays             | Nageuses                                     | Score          | Rang           | Score    |
| ------------------ | ---------------- | -------------------------------------------- | -------------- | -------------- | -------- |
| Médaille d'or      | Autriche         | Anna-Maria Alexandri Eirini-Marina Alexandri | 251,4313       | 1              | 255,4583 |
| Médaille d'argent  | Chine            | Wang Liuyi Wang Qianyi                       | 184,7208       | 9              | 255,2480 |
| Médaille de bronze | Japon            | Mashiro Yasunaga Moe Higa                    | 178,1583       | 11             | 249,5167 |
| 4                  | Israël           | Shelly Bobritsky Ariel Nassee                | 225,1625       | 4              | 236,1334 |
| 5                  | Grande-Bretagne  | Isabelle Thorpe Kate Shortman                | 184,6145       | 10             | 226,4834 |
| 6                  | Ukraine          | Vladyslava Aleksiïva Maryna Aleksiïva        | 251,0981       | 2              | 224,6375 |
| 7                  | États-Unis       | Megumi Field Ruby Remati                     | 225,9459       | 3              | 209,5187 |
| 8                  | Pays-Bas         | Marloes Steenbeek Bregje de Brouwer          | 217,6916       | 6              | 206,0396 |
| 9                  | Italie           | Lucrezia Ruggiero Linda Cerruti              | 213,6813       | 7              | 200,0751 |
| 10                 | Grèce            | Sofia Malkogeorgou Evangelía Platanióti      | 173,0249       | 12             | 189,4291 |
| 11                 | Espagne          | Iris Tió Alisa Ozhogina                      | 223,1792       | 5              | 175,7437 |
| 12                 | France           | Anastasia Bayandina Eve Planeix              | 193,7375       | 8              | 170,0542 |
| 13                 | Corée du Sud     | Lee Ri-young Hur Yoon-seo                    | 169,6645       | 13             |          |
| 14                 | Liechtenstein    | Leila Marxer Noemi Büchel                    | 168,4124       | 14             |          |
| 15                 | Portugal         | Cheila Vieira Maria Gonçalves                | 167,1750       | 15             |          |
| 16                 | Brésil           | Laura Miccuci Gabriela Regly                 | 165,2500       | 16             |          |
| 17                 | Ouzbékistan      | Ziyodakhon Toshkhujaeva Diana Onkes          | 159,7541       | 17             |          |
| 18                 | Allemagne        | Susana Rovner Klara Bleyer                   | 148,8394       | 18             |          |
| 19                 | Colombie         | Estefania Roa Melisa Ceballos                | 145,4605       | 19             |          |
| 20                 | Égypte           | Hana Hiekal Malak Toson                      | 144,0021       | 20             |          |
| 21                 | Kazakhstan       | Yasmin Tuyakova Arina Pushkina               | 141,8146       | 21             |          |
| 22                 | Australie        | Zoe Poulis Georgia Courage-Gardiner          | 139,7875       | 22             |          |
| 23                 | Aruba            | Mikayla Morales Kyra Hoevertsz               | 138,4396       | 23             |          |
| 24                 | Hongrie          | Angelika Bastianelli Blanka Barbócz          | 135,5583       | 24             |          |
| 25                 | Thaïlande        | Supitchaya Songpan Pongpimporn Pongsuwan     | 134,4812       | 25             |          |
| 26                 | Bulgarie         | Dalia Penkova Sasha Miteva                   | 132,2832       | 26             |          |
| 27                 | Nouvelle-Zélande | Eden Worsley Eva Morris                      | 127,0959       | 27             |          |
| 28                 | Afrique du Sud   | Jess Pretorius Laura Strugnell               | 121,1624       | 28             |          |
| 29                 | Uruguay          | Agustina Merida Lucía Pérez                  | 120,6291       | 29             |          |
| 30                 | Argentine        | Luisina Caussi Tiziana Bonucci               | 120,1125       | 30             |          |
| 31                 | Slovénie         | Nika Seljak Karin Pesrl                      | 117,5188       | 31             |          |
| 32                 | Tchéquie         | Karolína Klusková Aneta Mrázková             | 115,5354       | 32             |          |
| 33                 | Cuba             | Dayaris Varona Gabriela Alpajón              | 112,3021       | 33             |          |
| 34                 | Turquie          | Esmanur Yirmibeş Nil Talu                    | 105,6480       | 34             |          |
| 35                 | Costa Rica       | Maria Alfaro Anna Mitinian                   | 99,5604        | 35             |          |
| 36                 | Macao            | Chau Cheng Han Ao Weng I                     | 94,0439        | 36             |          |
| –                  | Mexique          | Joana Jiménez Nuria Diosdado                 | Forfait        | -              |          |

#### Par équipes
| Rang               | Équipe | Qualifications | Qualifications | Finale   |
| Rang               | Équipe | Score          | Rang           | Score    |
| ------------------ | --- | -------------- | -------------- | -------- |
| Médaille d'or      | Espagne- Cristina Arambula - Paula Ramirez - Blanca Toledano - Iris Tio - Meritxell Mas - Sara Saldana - Alisa Ozhogina - Marina García                                                          | 246,7484       | 6              | 281,6893 |
| Médaille d'argent  | Italie- Linda Cerruti - Marta Iacoacci - Isotta Sportelli - Enrica Piccoli - Sofia Mastroianni - Lucrezia Ruggiero - Francesca Zunino - Giulia Vernice                                           | 251,5379       | 3              | 274,5155 |
| Médaille de bronze | États-Unis- Daniella Ramirez - Jacklyn Luu - Ruby Remati - Jaime Czarkowski - Anita Alvarez - Natalia Vega - Megumi Field - Audrey Kwon                                                          | 248,7274       | 4              | 273,7396 |
| 4                  | Japon- Ayanao Shimada - Moeka Kijima - Akane Yanagisawa - Ami Wada - Megumu Yoshida - Mashiro Yasunaga - Tomoka Sato - Moe Higa                                                                  | 235,2972       | 7              | 260,1055 |
| 5                  | Grèce- Ifigeneia Krommydaki - Sofia Malkogeorgou - Krystalenia Gialama - Eleni Fragkaki - Maria Alzigkouzi - Danai Kariori - Maria Karapanagiotou - Zoi Karangelou                               | 261,7013       | 2              | 159,4729 |
| 6                  | Mexique- Nuria Diosdado - Maria Arellano - Regina Alferez - Joana Jiménez - Daniela Estrada - Pamela Toscano - Jessica Sobrino - Itzamary Gonzalez                                               | 219,5325       | 9              | 257,1380 |
| 7                  | Chine- Wang Liuyi - Xiang Binxuan - Zhang Yayi - Xiao Yanning - Chang Hao - Wang Ciyue - Feng Yu - Wang Qianyi                                                                                   | 304,3992       | 1              | 253,4558 |
| 8                  | Israël- Shelly Bobritsky - Catherine Kunin - Maya Dorf - Ariel Nassee - Neta Rubichek - Noy Gazala - Nikol Nahshonov - Eden Blecher                                                              | 247,1383       | 5              | 248,4117 |
| 9                  | France- Romane Lunel - Laura Tremble - Ambre Esnault - Laelys Alavez - Charlotte Tremble - Eve Planeix - Mayssa Guermoud - Anastasia Bayandina                                                   | 208,6443       | 10             | 248,1573 |
| 10                 | Égypte- Farida Abdelbary - Laila Mohsen - Hana Hiekal - Sondos Mohamed - Nihal Saafan - Malak Toson - Nadine Barsoum - Salma Marei                                                               | 195,2551       | 12             | 214,1084 |
| 11                 | Ukraine- Maryna Aleksiïva - Veronika Hryshko - Anhelina Ovchynnikova - Daria Moshynska - Marta Fiedina - Valeriya Tyshchenko - Anastasiia Shmonina - Vladyslava Aleksiïva                        | 230,0000       | 8              | 202,7401 |
| 12                 | Australie- Carolyn Buckle - Hanna Burkhill - Zoe Poulis - Milena Waldman - Kiera Gazzard - Alessandra Ho - Georgie Courage-Gardiner - Margo Joseph-Kuo                                           | 200,7701       | 11             | 196,4087 |
| 13                 | Singapour- Posh Soh - Kiera Lee - Claire Tan - Debbie Soh - Yvette Chong - Eleanor Quah - Vivien Tai - Rhea Yhean                                                                                | 192,3279       | 13             |          |
| 14                 | Canada- Jonnie Newman - Scarlett Finn - Raphaëlle Plante - Florence Tremblay - Kenzie Priddell - Sydney Carroll - Laurianne Imbeau - Olena Verbinska                                             | 190,7666       | 14             |          |
| 15                 | Grande-Bretagne- Eleanor Blinkhorn - Isabelle Thorpe - Isobel Blinkhorn - Millicent Costello - Aimee Lawrence - Daniella Lloyd - Isobel Davies - Robyn Swatman                                   | 186,8912       | 15             |          |
| 16                 | Slovaquie- Hana Markusova - Zofia Strapekova - Lisa Zemanova - Chiara Diky - Lea Krajcovicova - Michaela Bernathova - Veronika Asvanyiova - Linda McDonnell                                      | 180,9629       | 16             |          |
| 17                 | Kazakhstan- Zhaniya Zhiyengazy - Karina Magrupova - Anna Pavletsova - Xeniya Makarova - Valeriya Stolbunova - Zhaklin Yakimova - Aigerim Kurmangaliyeva - Eteri Kakutia                          | 179,5535       | 17             |          |
| 18                 | Chili- Josefa Morales - Trinidad Garcia - Antonia Mella - Nicolas Campos - Isidora Letelier - Soledad Garcia - Theodora Garrido - Rocio Vargas                                                   | 176,9279       | 18             |          |
| 19                 | Nouvelle-Zélande- Eva Morris - Avalee Donovan-Trewhella - Ariel Chen - Sascha Fox - Eden Worsley - Chloe Boyt - Ashley Armstrong - Evie Caple                                                    | 162,9192       | 19             |          |
| 20                 | Costa Rica- Jimena Solano - Anna Mitinian - Raquel Zuniga - Maria Alfaro - Mariela Jenkins - Andrea Maroto - Alexa Alpizar - Maria Castro                                                        | 162,0811       | 20             |          |
| 21                 | Macao- Zheng Zexuan - Ao Weng I - Au Ieong Sin Leng - Chau Cheng Han - Gabriel Zhou Constanca - Chio Un Tong - Chan Ka Hei - Lo Wai Lam                                                          | 161,7933       | 21             |          |
| 22                 | Thaïlande- Supitchaya Songpan - Pongpimporn Pongsuwan - Patrawee Chayawararak - Nannapat Duangprasert - Voranan Toomchay - Chantaras Jarupraditlert - Jinnipha Adisaisiributr - Chalisa Sinsawat | 152,9763       | 22             |          |

| Rang               | Équipe | Qualifications | Qualifications | Finale   |
| Rang               | Équipe | Score          | Rang           | Score    |
| ------------------ | --- | -------------- | -------------- | -------- |
| Médaille d'or      | Chine- Wang Liuyi - Xiang Binxuan - Zhang Yayi - Xiao Yanning - Chang Hao - Wang Ciyue - Feng Yu - Wang Qianyi                                                                                          | 322,2731       | 1              | 329,1687 |
| Médaille d'argent  | Japon- Megumu Yoshida - Ami Wada - Akane Yanagisawa - Moeka Kijima - Moe Higa - Uta Kobayashi - Mashiro Yasunaga - Ayanao Shimada                                                                       | 293,4522       | 3              | 317,8085 |
| Médaille de bronze | Ukraine- Vladyslava Aleksiïva - Marta Fiedina - Valeriya Tyshchenko - Anastasiia Shmonina - Maryna Aleksiïva - Veronika Hryshko - Anhelina Ovchynnikova - Daria Moshynska                               | 275,7209       | 4              | 256,2415 |
| 4                  | Espagne- Meritxell Mas - Sara Saldana - Alisa Ozhogina - Cristina Arambula - Paula Ramirez - Berta Ferreras - Iris Tio - Marina García                                                                  | 294,9313       | 2              | 249,6521 |
| 5                  | Israël- Aya Mazor - Ariel Nassee - Maya Dorf - Catherine Kunin - Shelly Bobritsky - Nikol Nahshonov - Noy Gazala - Neta Rubichek                                                                        | 251,9394       | 6              | 247,7290 |
| 6                  | Italie- Linda Cerruti - Sofia Mastroianni - Lucrezia Ruggiero - Francesca Zunino - Giulia Vernice - Marta Iacoacci - Isotta Sportelli - Enrica Piccoli                                                  | 233,1010       | 7              | 244,1174 |
| 7                  | Grèce- Zoi Karangelou - Sofia Malkogeorgou - Krystalenia Gialama - Eleni Fragkaki - Ifigeneia Krommydaki - Danai Kariori - Maria Karapanagiotou - Maria Alzigkouzi                                      | 221,8460       | 9              | 232,6396 |
| 8                  | Australie- Natalia Caloiero - Margo Joseph-Kuo - Georgie Courage-Gardiner - Alessandra Ho - Anastasia Kusmawan - Pam Kurosawa - Zoe Poulis - Hanna Burkhill                                             | 191,7478       | 11             | 221,6416 |
| 9                  | États-Unis- Calista Liu - Jaime Czarkowski - Daniella Ramirez - Jacklyn Luu - Audrey Kwon - Megumi Field - Natalia Vega - Anita Alvarez                                                                 | 251,9500       | 5              | 218,6605 |
| 10                 | Grande-Bretagne- Daniella Lloyd - Millicent Costello - Eleanor Blinkhorn - Aimee Lawrence - Isobel Davies - Robyn Swatman - Beatrice Crass - Isobel Blinkhorn                                           | 225,5188       | 8              | 217,1897 |
| 11                 | Kazakhstan- Valeriya Stolbunova - Zhaklin Yakimova - Aigerim Kurmangaliyeva - Eteri Kakutia - Arina Myasnikova - Anna Pavletsova - Xeniya Makarova - Zhaniya Zhiyengazy                                 | 189,2292       | 12             | 185,0375 |
| 12                 | Égypte- Nihal Saafan - Salma Marei - Sondos Mohamed - Hana HiekalMariam Ahmed - Malak Hebesha - Amina Elfeky - Laila Mohsen                                                                             | 194,4771       | 10             | 179,6291 |
| 13                 | Slovaquie- Johana Lajcakova - Linda McDonnell - Michaela Bernathova - Lea Krajcovicova - Chiara Diky - Veronika Asvanyiova - Zofia Strapekova - Lisa Zemanova                                           | 188,0291       | 13             |          |
| 14                 | Chili- Theodora Garrido - Trinidad Garcia - Antonia Mella - Josefa Morales - Isidora Letelier - Soledad Garcia - Rocio Vargas - Barbara Coppelli                                                        | 182,3626       | 14             |          |
| 15                 | Allemagne- Maria Denisov - Michelle Zimmer - Solène Guisard - Daria Tonn - Marlene Bojer - Klara Bleyer - Susana Rovner - Daria Martens                                                                 | 181,0417       | 15             |          |
| 16                 | Thaïlande- Supitchaya Songpan - Pongpimporn Pongsuwan - Patrawee Chayawararak - Nannapat Duangprasert - Voranan Toomchay - Chantaras Jarupraditlert - Jinnipha Adisaisiributr - Kantinan Adisaisiributr | 159,0417       | 16             |          |
| 17                 | Nouvelle-Zélande- Eden Worsley - Eva Morris - Ashley Armstrong - Ariel Chen - Karlina Steiner - Sascha Fox - Evie Caple - Chloe Boyt                                                                    | 150,0363       | 17             |          |
| 18                 | Costa Rica- Jimena Solano - Anna Mitinian - Andrea Maroto - Alexa Alpizar - Mariela Jenkins - Maria Castro - Raquel Zuniga - Maria Alfaro                                                               | 134,3000       | 18             |          |
| 19                 | Macao- Lo Wai Lam - Gabriel Zhou Constanca - Chio Un Tong - Chan Ka Hei - Au Ieong Sin Leng - Ao Weng I - Zheng Zexuan - Chau Cheng Han                                                                 | 128,5917       | 19             |          |
| -                  | Singapour- Vivien Tai - Royce Soh - Eleanor Quah - Kiera Lee - Posh Soh - Claire Tan - Rae-Anne Ong - Yvette Chong                                                                                      | Forfait        | Forfait        | Forfait  |

### Mixte

#### Duo
Les 12 meilleurs duos se qualifient pour les finales.
| Rang               | Pays            | Nageurs                                  | Qualifications | Qualifications | Finale   |
| Rang               | Pays            | Nageurs                                  | Score          | Rang           | Score    |
| ------------------ | --------------- | ---------------------------------------- | -------------- | -------------- | -------- |
| Médaille d'or      | Japon           | Tomoka Sato Yotaro Sato                  | 227,7200       | 3              | 255,5066 |
| Médaille d'argent  | Espagne         | Dennis González Boneu Emma García        | 244,1433       | 1              | 248,0499 |
| Médaille de bronze | Chine           | Cheng Wentao Shi Haoyu                   | 188,7334       | 7              | 247,3033 |
| 4                  | Mexique         | Itzamary González Diego Villalobos       | 228,0075       | 2              | 223,6066 |
| 5                  | Grande-Bretagne | Ranjuo Tomblin Beatrice Crass            | 190,0833       | 5              | 215,2967 |
| 6                  | Colombie        | Gustavo Sanchez Jennifer Cerquera        | 168,5900       | 12             | 210,1833 |
| 7                  | Kazakhstan      | Eduard Kim Nargiza Bolatova              | 192,0333       | 4              | 204,0967 |
| 8                  | Chili           | Theodora Garrido Nicolas Campos          | 177,4817       | 8              | 200,4767 |
| 9                  | Serbie          | Jelena Kontić Ivan Martinović            | 169,6216       | 11             | 191,1167 |
| 10                 | Corée du Sud    | Kim Ji-hye Byun Jae-jun                  | 188,9558       | 6              | 190,2934 |
| 11                 | Belgique        | Renaud Barral Lisa Ingenito              | 170,9367       | 10             | 189,2567 |
| 12                 | Pérou           | Sandy Quiroz Álvaro Aronés               | 177,0883       | 9              | 187,5250 |
| 13                 | Porto Rico      | Javier Ruisanchez Nicolle Torrens        | 165,3800       | 13             |          |
| 14                 | Thaïlande       | Voranan Toomchay Kantinan Adisaisiributr | 162,9283       | 14             |          |
| 15                 | Allemagne       | Frithjof Seidel Michelle Zimmer          | 158,3550       | 15             |          |
| 16                 | Cuba            | Carelys Valdes                           | 108,1650       | 16             |          |

| Rang               | Pays         | Nageurs                                  | Qualifications | Qualifications | Finale   |
| Rang               | Pays         | Nageurs                                  | Score          | Rang           | Score    |
| ------------------ | ------------ | ---------------------------------------- | -------------- | -------------- | -------- |
| Médaille d'or      | Chine        | Shi Haoyu Cheng Wentao                   | 221,1023       | 1              | 225,1020 |
| Médaille d'argent  | Mexique      | Itzamary González Diego Villalobos       | 166,4040       | 5              | 192,5500 |
| Médaille de bronze | Espagne      | Dennis González Boneu Mireia Hernández   | 198,9042       | 2              | 183,4207 |
| 4                  | Colombie     | Gustavo Sanchez Jennifer Cerquera        | 172,3666       | 4              | 170,2208 |
| 5                  | Royaume-Uni  | Beatrice Crass Ranjuo Tomblin            | 150,6208       | 6              | 151,5416 |
| 6                  | Serbie       | Ivan Martinović Jelena Kontić            | 143,0189       | 8              | 146,5708 |
| 7                  | Belgique     | Renaud Barral Lisa Ingenito              | 147,1521       | 7              | 144,7812 |
| 8                  | Thaïlande    | Voranan Toomchay Kantinan Adisaisiributr | 138,1084       | 9              | 135,6167 |
| 9                  | Kazakhstan   | Nargiza Bolatova Eduard Kim              | 191,8354       | 3              | 133,6979 |
| 10                 | Corée du Sud | Kim Ji-hye Byun Jae-jun                  | 125,3708       | 11             | 125,1542 |
| 11                 | Pérou        | Sandy Quiroz Álvaro Aronés               | 135,4417       | 10             | 121,0668 |
| 12                 | Chili        | Theodora Garrido Nicolas Campos          | 125,3354       | 12             | 119,1291 |
| 13                 | Allemagne    | Michelle Zimmer Frithjof Seidel          | 124,7188       | 13             |          |
| 14                 | Porto Rico   | Javier Ruisanchez Nicolle Torrens        | 90,0770        | 14             |          |
| 15                 | Cuba         | Carelys Valdes Andy Avila                | 78,4522        | 15             |          |
| –                  | Japon        | Tomoka Sato Yotaro Sato                  | Forfait        | Forfait        | Forfait  |

#### Par équipes
Les 12 meilleures équipes se qualifient pour les finales.
| Rang               | Équipe | Qualifications | Qualifications | Finale   |
| Rang               | Équipe | Score          | Rang           | Score    |
| ------------------ | --- | -------------- | -------------- | -------- |
| Médaille d'or      | Chine- Chang Hao - Feng Yu - Zhang Yayi - Wang Ciyue - Xiao Yanning - Shi Haoyu - Cheng Wentao - Xiang Binxuan                                                                                    | 236,0733       | 1              | 238,0033 |
| Médaille d'argent  | États-Unis- Anita Alvarez - Audrey Kwon - Keana Hunter - Nicole Dzurko - Calista Liu - Jaime Czarkowski - Daniella Ramirez - Bill May                                                             | 233,9333       | 2              | 232,4033 |
| Médaille de bronze | Japon- Moka Fujii - Hikari Suzuki - Yotaro Sato - Akane Yanagisawa - Ikoi Hirota - Megumu Yoshida - Tomoka Sato - Moeka Kijima                                                                    | 224,5167       | 4              | 220,5867 |
| 4                  | Mexique- Daniela Estrada - Luisa Rodriguez - Joana Jiménez - Glenda Inzunza - Itzamary Gonzalez - Nuria Diosdado - Jessica Sobrino - Pamela Toscano                                               | 202,4533       | 7              | 215,7267 |
| 5                  | France- Anastasia Bayandina - Romane Lunel - Ambre Esnault - Laura Tremble - Claudia Janvier - Mayssa Guermoud - Eve Planeix - Charlotte Tremble                                                  | 212,8900       | 5              | 210,6900 |
| 6                  | Canada- Olena Verbinska - Florence Tremblay - Laurianne Imbeau - Raphaëlle Plante - Jonnie Newman - Claire Scheffel - Kiara Quieti - Kenzie Priddell                                              | 203,6600       | 6              | 205,4900 |
| 7                  | Ukraine- Daria Moshynska - Anhelina Ovchynnikova - Veronika Hryshko - Maryna Aleksiïva - Anastasiia Shmonina - Valeriya Tyshchenko - Marta Fiedina - Vladyslava Aleksiïva                         | 227,9200       | 3              | 204,3634 |
| 8                  | Israël- Shelly Bobritsky - Shani Sharaizin - Maya Dorf - Ariel Nassee - Neta Rubichek - Catherine Kunin - Nikol Nahshonov - Eden Blecher                                                          | 198,4967       | 8              | 199,9667 |
| 9                  | Allemagne- Marlene Bojer - Daria Martens - Solène Guisard - Frithjof Seidel - Maria Denisov - Susana Rovner - Klara Bleyer - Michelle Zimmer                                                      | 190,0267       | 10             | 197,3501 |
| 10                 | Kazakhstan- Eteri Kakutia - Valeriya Stolbunova - Anna Pavletsova - Xeniya Makarova - Artur Maidanov - Zhaklin Yakimova - Aigerim Kurmangaliyeva - Nargiza Bolatova                               | 178,5166       | 11             | 191,5333 |
| 11                 | Égypte- Mariam Ahmed - Nihal Saafan - Sondos Mohamed - Amina Elfeky - Salma Marei - Mariem Tarek - Nadine Barsoum - Laila Mohsen                                                                  | 178,4466       | 12             | 177,6833 |
| 12                 | Italie- Francesca Zunino - Sophie Tabbiani - Sofia Mastroianni - Isotta Sportelli - Linda Cerruti - Alessia Macchi - Marta Iacoacci - Enrica Piccoli                                              | 197,5167       | 9              | 177,3267 |
| 13                 | Grande-Bretagne- Daniella Lloyd - Eleanor Blinkhorn - Millicent Costello - Isobel Blinkhorn - Aimee Lawrence - Robyn Swatman - Isobel Davies - Cerys Hugues                                       | 169,4567       | 13             |          |
| 14                 | Australie- Alessandra Ho - Zoe Poulis - Milena Waldman - Margo Joseph-Kuo - Hanna Burkhill - Georgie Courage-Gardiner - Natalia Caloiero - Anastasia Kusmawan                                     | 159,7100       | 14             |          |
| 15                 | Singapour- Yvette Chong - Posh Soh - Claire Tan - Caitlyn Tan - Vivien Tai - Royce Soh - Eleanor Quah - Kiera Lee                                                                                 | 159,1299       | 15             |          |
| 16                 | Chili- Trinidad Garcia - Fiona Prieto - Theodora Garrido - Soledad Garcia - Josefa Morales - Rocio Vargas - Antonia Mella - Isidora Letelier                                                      | 154,2067       | 16             |          |
| 17                 | Nouvelle-Zélande- Eva Morris - Isabelle Hitchen - Chloe Boyt - Eden Worsley - Ashley Armstrong - Ariel Chen - Avalee Donovan-Trewhella - Karlina Steiner                                          | 153,0934       | 17             |          |
| 18                 | Grèce- Sofia Malkogeorgou - Ifigeneia Krommydaki - Maria Karapanagiotou - Danai Kariori - Lydia Papanastasiou - Eleni Fragkaki - Krystalenia Gialama - Maria Alzigkouzi                           | 144,1068       | 18             |          |
| 19                 | Thaïlande- Nichapa Takiennut - Pongpimporn Pongsuwan - Patrawee Chayawararak - Nannapat Duangprasert - Supitchaya Songpan - Chantaras Jarupraditlert - Jinnipha Adisaisiributr - Chalisa Sinsawat | 122,7601       | 19             |          |